# Douglass Hills
Douglass Hills är en ort i Jefferson County, Kentucky, USA. År 2000 hade orten 5 718 invånare. Den har enligt United States Census Bureau en area på 3,4 km², allt är land.